# Соколова (село, Каменский муниципальный округ)
Соколова — село в Каменском районе Свердловской области России. Входит в Каменский муниципальный округ.
Ранее была деревней и входила в состав Колчеданского сельсовета Каменского района.

## География
Село Соколова расположено на реке Исети, в 15 километрах (в 22 километрах по автодорогам) к юго-востоку от города Каменска-Уральского и в 109 километрах (в 127 километрах по автодорогам) к юго-востоку от Екатеринбурга.
Часовой пояс
Соколова, как и вся Свердловская область, находится в часовой зоне МСК+2. Смещение применяемого времени относительно UTC составляет +5:00.

## История
1 апреля 1977 года Решением облисполкома 238-б были объединены фактически слившиеся населённые пункты деревня Соколова, деревня Бурнина, деревня Одинка и посёлок Рудничная — в деревню Соколова Колчеданского сельсовета.
В 1916 году деревни Соколова, Бурнина и Одинка относилась к Колчеданской волости. В 1928 году эти же деревни входили в Колчеданской сельсовет Каменского района Шадринского округа Уральской области.
Деревня Бурнина была основана в 1720 году, первопоселенцем из города Устюга по прозвищу Бурня, название от которого и получила. Сначала Бурня поселился рядом с первопоселенцем деревни Пироговой Иваном Емельяновичем Пирогом, но поссорившись, переселился на новое место на высоком берегу Исети. Вскоре поселение стало многолюдным. Деревня входила в Колчеданский острог. Жители Бурниной принимали участие в восстании колчеданцев в 1759—1763 годах против приписки к Сысертским заводам, в 1774 году участвовали в крестьянской войне под предводительством Емельяна Пугачёва, а в 1842-1843-годах в «картофельном бунте». В 1929 году в деревне образован колхоз, в 1960 году ставший бригадой Соколовского отделения совхоза «Колчеданский».
В Каменском районе также есть деревня Соколова, которая до 2017 года входила в состав Кисловского сельсовета. Согласно областному закону от 11 апреля 2017 года сельсоветы упразднялись, статус деревни Соколовой упраздняемого Колчеданского сельсовета изменён на село. Изменения вступили в силу 1 октября 2017 года.

## Население
| 1926 | 2002 | 2010 | 2021 |
| ---- | ---- | ---- | ---- |
| 1151 | ↘378 | ↘366 | ↘179 |

Структура
По данным Всероссийской переписи населения 2002 года, национальный состав следующий: русские — 91 %, татары — 3 %. По данным переписи населения 2010 года, в деревне проживали 366 человек — 181 мужчина и 185 женщин.
| Год         | 1869          | 1904         | 1926         | 2002         | 2010         |
| ----------- | ------------- | ------------ | ------------ | ------------ | ------------ |
| Мужчин      | 349 (50.15 %) | 540 (49.9 %) | 538 (46.7 %) | 203 (53.4 %) | 181 (48.7 %) |
| Женщин      | 347 (49.85 %) | 542 (50.1 %) | 613 (53.3 %) | 179 (46.7 %) | 188 (51.3 %) |
| Всего, чел. | 696           | 1082         | 1151         | 382          | 366          |
| Дворов      | 78            | 175          | 250          |              |              |

В переписи 1904 года отдельно отмечались принадлежность жителей к сословиям. Отмечено, что из числа всех жителей в Колчедане земледелием не занималось 73 человека. В числе них 31 человек мужского и 42 женского пола. Причём, явно указано, что речь идёт о разночинцах, которые не были приписаны к сельскому обществу Колчедана. Эти люди проживали на 15 дворах. Такая категория жителей в д. Соколова по переписи 1904 года не имелась. Из 163 колчеданских дворов, приписанных к сельской общине, только в 2 дворах не занимались земледелием.
По данным переписи населения 1926 года, в деревне Бурниной было 172 двора с населением 744 человека (мужчин — 345, женщин — 399), все русские. В деревне Одинке было 115 дворов с населением 492 человека (мужчин — 249, женщин — 243), все русские.

## Инфраструктура
Река разделяет деревню на две части. Есть пешеходный мост через Исеть. Северный выезд из деревни выходит на Колчеданский тракт, а восточный на трассу Екатеринбург — Курган. В 3,5 километрах к северо-западу от деревни находится станция Колчедан железной дороги Екатеринбург — Курган.
| Список улиц | Список улиц | Список улиц      |
| #           | Тип         | Название         |
| ----------- | ----------- | ---------------- |
| 1           | улица       | Ани Семянниковой |
| 2           | улица       | Береговая        |
| 3           | улица       | Ворошилова       |
| 4           | улица       | Ильича           |
| 5           | улица       | Калинина         |
| 6           | улица       | Рудничная        |